# Premierzy Nachiczewańskiej Republiki Autonomicznej

## Chronologiczna lista premierów
| Osoba | Osoba   | Osoba                        | Kadencja | Kadencja |
| #     | Portret | Imię i Nazwisko              | Od       | Do       |
| ----- | ------- | ---------------------------- | -------- | -------- |
| 1     |         | Bedzhan Farziliyev           | 1991     | 1993     |
| 2     |         | Şəmsəddin Xanbabayev (1939–) | 1993     | 2000     |
| 3     |         | Əlövsət Baxşıyev (1956–)     | 2000     | nadal    |